# Олещук, Юрий Павлович
Юрий Павлович Олещук (род. 1933) — советский футболист. Играл на позиции защитника. Наиболее известен по игре за ЦСК МО (ЦСКА), с которым выиграл бронзовые медали чемпионата СССР 1958. Мастер спорта СССР (1957).

## Биография
Первые три годы карьеры провёл, играя в защите в первой советской лиге с 1955 по 1957 за клуб ОДО Киев (в 1957 переименованный в ОСК) Киевского военного округа. В сезоне 1958 был переведён из окружной армейской команды в главную армейскую команду ЦСК МО, где вошёл в основной состав. В конце сезона 1958 получил травму, и его место в основе занял Михаил Ермолаев. В этот сезон ЦСК МО выиграл бронзовые медали.
В этом же году был привлечён в молодёжную сборную СССР вместе с товарищами по команде Линяевым, Дубинским, Багричем, Щербаковым, Гришиным. Но в официальных матчах не играл, сыграл только в неофициальном матче с первой сборной.
В сезоне 1959 дважды выводил команду на поле как капитан. В сезоне 1960, когда армейцы приобрели своё нынешнее имя — ЦСКА, не выходил в основном составе, зато выиграл с дублирующей командой Первенство дублёров. После этого закончил карьеру в командах мастеров. В 1962 вместе с товарищем по основе и дублю ЦСКА Дудой играл за сборную Группы советских войск в Германии.

## Статистика
| Клуб             | Див              | Сезон            | Чемпионат | Чемпионат | Кубки | Кубки | Итого | Итого |
| Клуб             | Див              | Сезон            | Игры      | Голы      | Игры  | Голы  | Игры  | Голы  |
| ---------------- | ---------------- | ---------------- | --------- | --------- | ----- | ----- | ----- | ----- |
| ОСК Киев         | Б                | 1955             | 22        | 0         | 3     | 0     | 25    | 0     |
| ОСК Киев         | Б                | 1956             | 33        | 0         | 0     | 0     | 33    | 0     |
| ОСК Киев         | Б                | 1957             | 34        | 0         | 1     | 0     | 35    | 0     |
| ОСК Киев         | Итого            | Итого            | 89        | 0         | 4     | 0     | 93    | 0     |
| ЦСКА             | А                | 1958             | 15        | 0         | 0     | 0     | 15    | 0     |
| ЦСКА             | А                | 1959             | 10        | 0         | 0     | 0     | 10    | 0     |
| ЦСКА             | Итого            | Итого            | 25        | 0         | 0     | 0     | 25    | 0     |
| Всего за карьеру | Всего за карьеру | Всего за карьеру | 114       | 0         | 4     | 0     | 118   | 0     |

## Достижения

### Командные
ЦСКА
- Бронзовый призёр чемпионата СССР (1): 1958

ЦСКА-дубль
- Победитель Первенства дублёров СССР по футболу (1): 1960[4]